# Nautilocalyx bracteatus
Nautilocalyx bracteatus là một loài thực vật có hoa trong họ Tai voi. Loài này được (Planch.) Sprague mô tả khoa học đầu tiên năm 1912.